# Cascadas Chiling
Cascadas Chiling (en malayo: Air Terjun Chiling) se encuentran ubicadas en el camino de la colina de Fraser. Se trata de varias cascadas ubicadas en la península de Malaca (o Península Malaya), que administrativamente es parte del estado Selangor, una de las 13 divisiones en el  país asiático de Malasia. Las cataratas se componen de tres caídas de agua verticales separadas.